# Collmer Linde

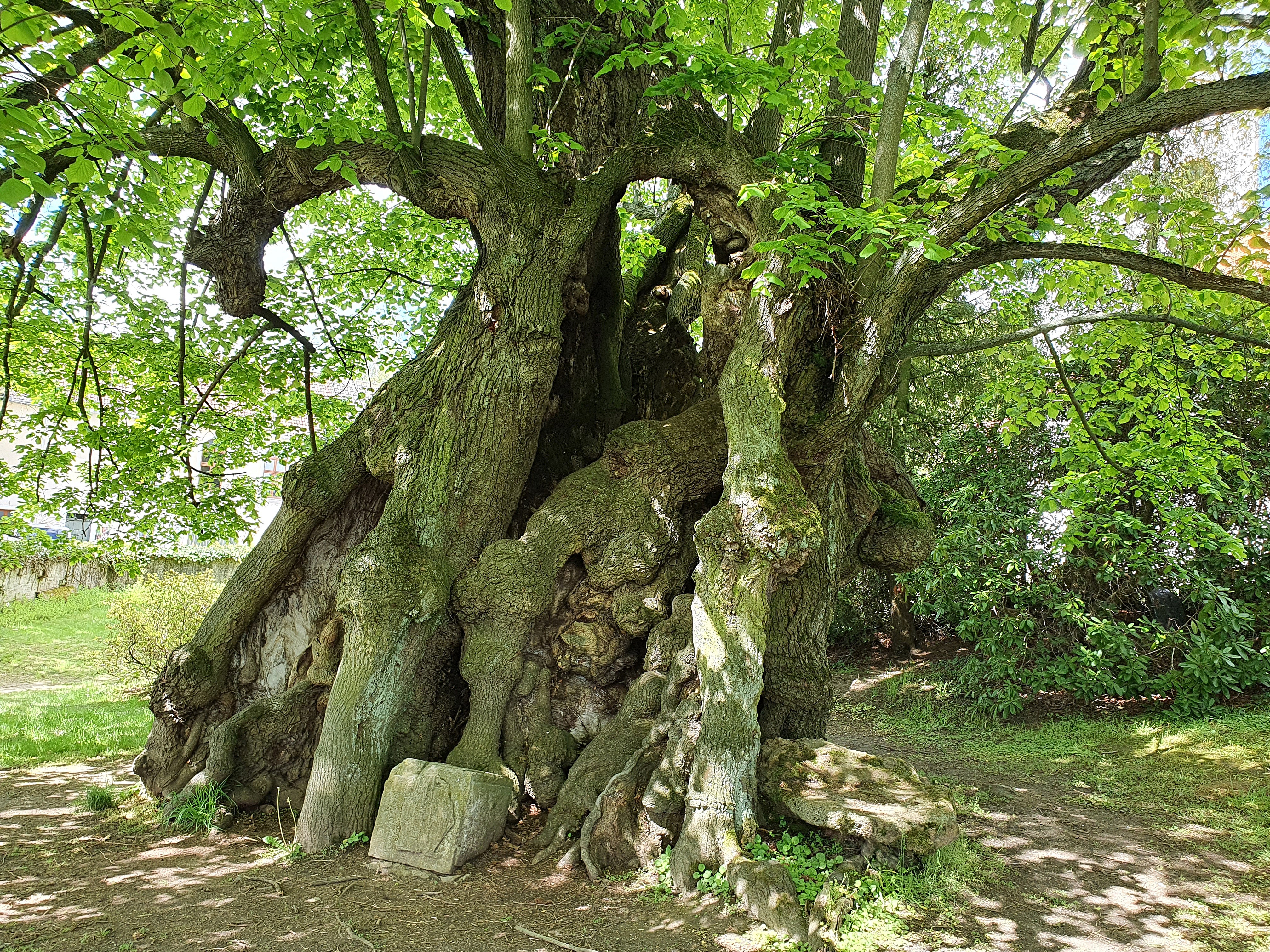
Collmer Linde (Mai 2021)

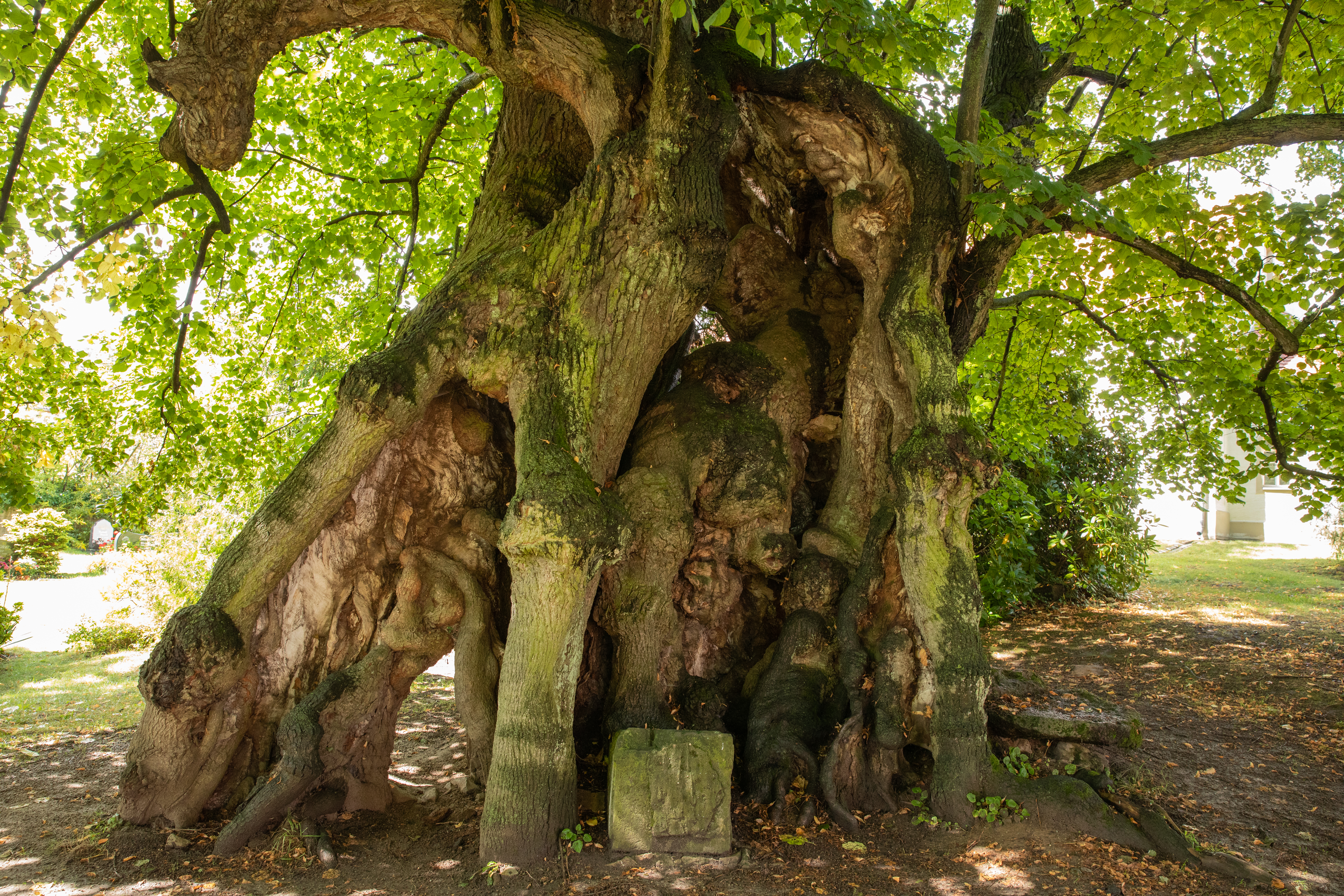
Collmer Linde (August 2021)

Die Collmer Linde, auch Gerichtslinde zu Collm genannt, ist eine rund 1000-jährige Sommerlinde (Tilia platyphyllos) auf dem Friedhofsgelände neben der Kirche von Collm in der Gemeinde Wermsdorf des sächsischen Landkreises Nordsachsen, direkt neben dem Collmberg am Wermsdorfer Forst. Das Naturdenkmal wurde am 22. Oktober 2022 zum Nationalerbe-Baum ausgerufen.

## Baumdaten

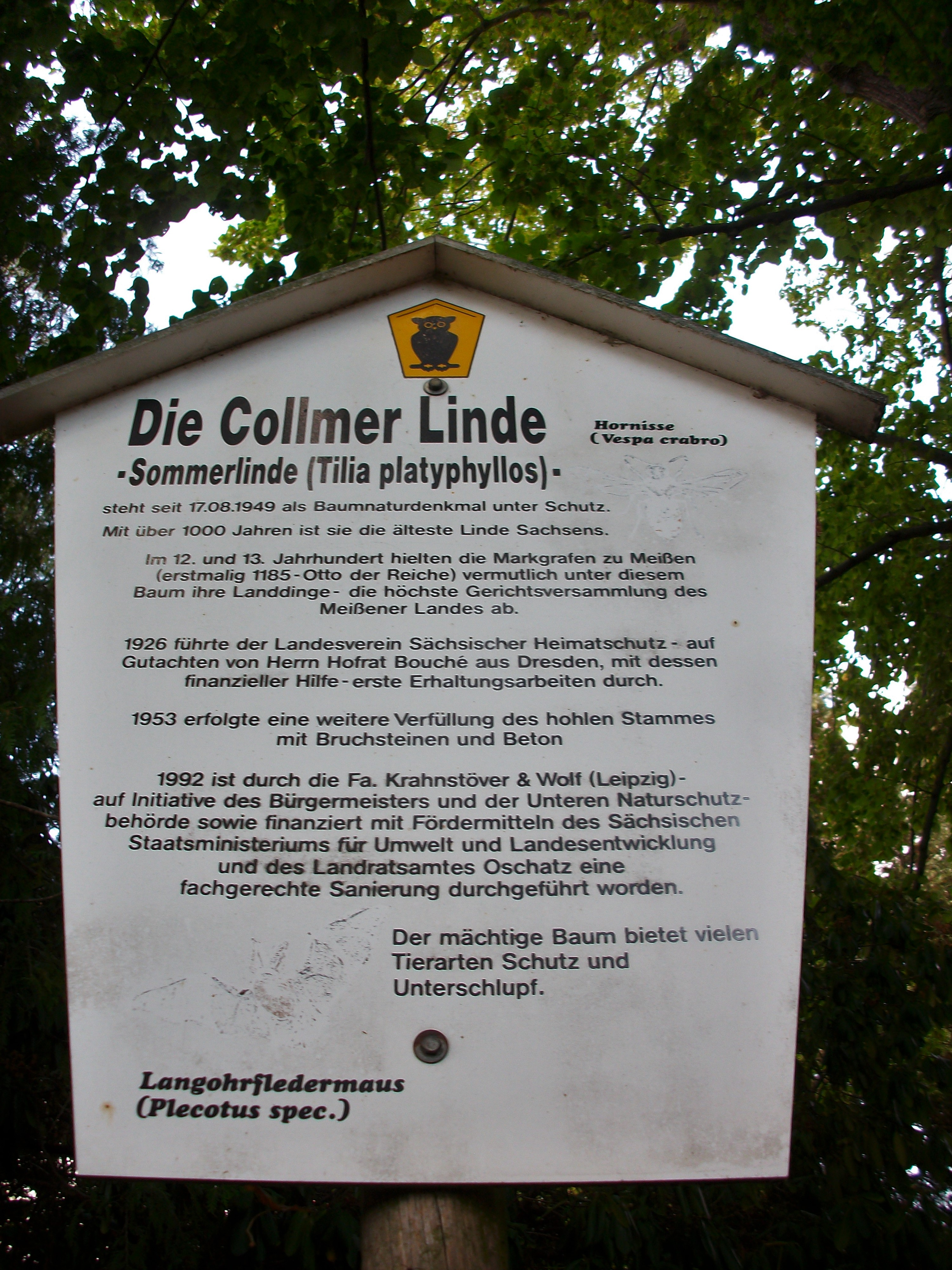
Gerichtslinde

Mit einem zur Zeit angegebenen Stammumfang von rund 11 m und einer Höhe von rund 18 m ist sie wohl die älteste Linde Sachsens. Das genaue Alter kann nicht mehr ermittelt werden, aber schon vor fast 100 Jahren sprach man von der 1000-Jährigen. Es ist ebenfalls nicht mehr feststellbar, ob es sich um einen einzelnen Baum oder um eine Gruppe von zusammengewachsenen Bäumen handelt, er wird als sogenannter Multistamm bezeichnet. Noch heute sind mindestens zwei Hauptstämme sowie zwei große Baumhöhlen mit zahlreichen Wuchsabnormitäten und einer Stammneigung von etwa 30° zu erkennen. Bereits 1949 wurde die Linde als Baumdenkmal unter Schutz gestellt und ist heute unter den Naturdenkmalen der Gemeinde Wermsdorf aufgeführt.

## Geschichte

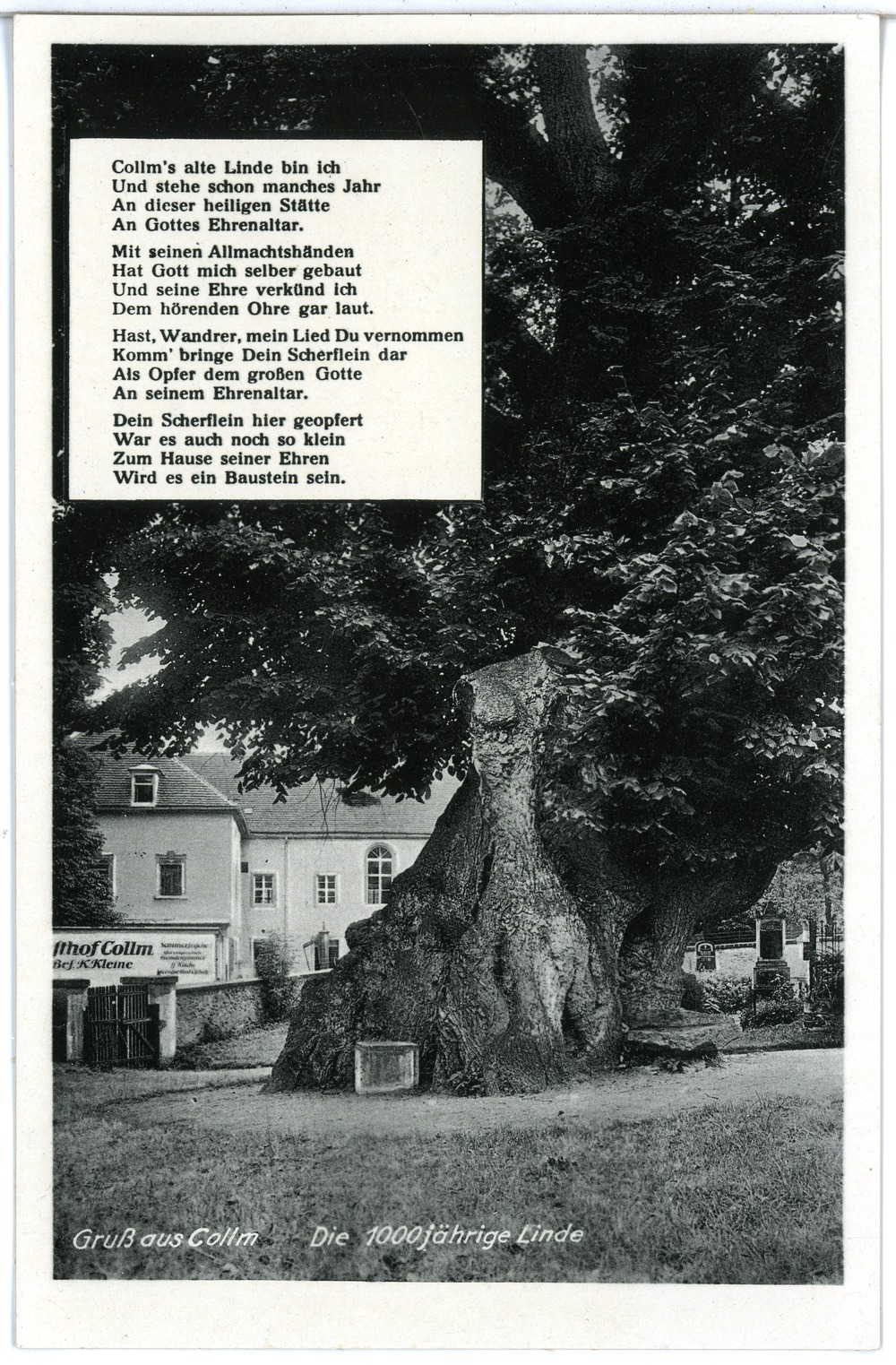
Ansichtskarte der Collmer Linde von 1928

Belegt ist, dass vor rund 800 Jahren im 12. und 13. Jahrhundert die Meißener Markgrafen (erstmals Otto der Reiche – 1185) hier die oberste Gerichtsbarkeit das Thing ausübten. Dies waren Gerichtsversammlungen nach germanischem Recht, wo über Leben und Tod sowie Besitzstreitigkeiten der jungen Mark entschieden wurde. In den Urkunden dieser sogenannten Landdinge sind bis zum Jahre 1356 15 dieser Versammlungen am Oschatzer Collm urkundlich belegt.

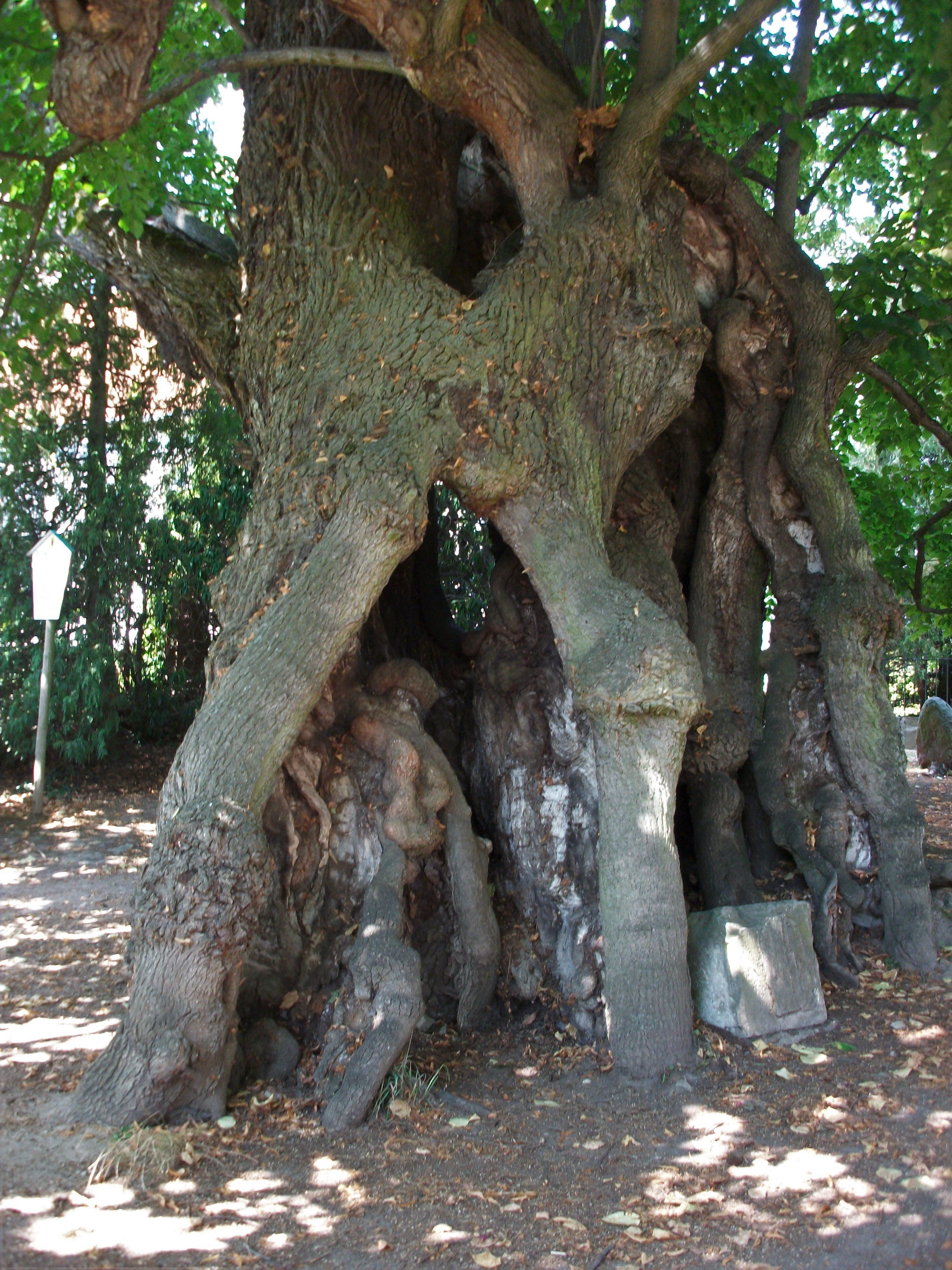
Collmer Linde (2020)

Nachdem die Landtage in die Städte verlegt wurden, wurde die Gerichtslinde von den örtlichen Gerichtsherren als Prangerbaum benutzt: Dies belegte ein bis vor wenigen Jahrzehnten noch zu sehender Halseisenring am Baum. Seit 1877 wurde mit Erlaubnis der Königlichen Kircheninspektion von Sachsen-Meißen eine Sammelbüchse am Baum angebracht, deren Erlöse zur Erhaltung des danebenstehenden Kirchengebäudes dienten. Die Metalltafel ließ verlauten:
Bereits 1926 und 1953 wurden zum Ersatz des sich auflösenden Kernholzes Ausmauerungsarbeiten mit Bruchsteinen und Beton durchgeführt, welche dann 1992 bei einer Baumsanierung mit Mitteln des Sächsischen Staatsministeriums für Umwelt und Landesentwicklung von einer Firma wieder entfernt wurden.
Der Baum ist heute wieder in einem guten vitalen Zustand mit zahlreichen Seiten- und Quertrieben, er wird z. B. von der Langohrfledermaus als Tagesunterkunft genutzt und ist ein Ausflugsziel für Wanderer durch den Wermsdorfer Forst oder auf den Collmberg.